# دليل جدتي لقتل الأوغاد
دليل جدتي لقتل الأوغاد هي رواية من تأليف الكاتبة المصرية ميرنا المهدي صدرت عام 2023 عن دار الكرمة للنشر والتوزيع.

## موضوع الرواية
يغلب على رواية دليل جدتي لقتل الأوغاد الطابع البوليسي النفسي حيث تدور أحداث الرواية حول عائلة تتعرض لجريمة غامضة، ومع الغوص في تفاصيل هذه الجريمة تنكشف الكثير من الجرائم الخفية والأزمات والضغوطات النفسية الأخرى التي يعيشها أفراد العائلة، وتنكشف معهم عوار المجتمع. تتألف الرواية من سبعة فصول، ويحمل عنوان كل فصل من فصولها اسم الراوي الذي يسرد الأحداث من منظوره خلال ذلك الفصل، فيغوص بالقارئ داخل أغوار نفسه ويطلع على خباياها.

## شخصيات الرواية
- الجدة نصرة: سيدة مناضلة شاركت في الدفاع عن مصر خلال حرب أكتوبر عام 1973.
- بتول: فتاة متوترة قلقة بسبب تعرضها للتحرش الجنسي من معلمها في طفولتها.
- عيسى: مراهق يعاني من أزمة نفسية بعد أن يتعرض لاعتداء جنسي على يد زوج أخته.
- صابرين: سيدة هجرها زوجها لمدة سبع سنوات قبل أن تتبدل شخصيتها وتغير نظرتها للمجتمع الذي قهرها.
- أشرف
- بهيج

## الاستقبال
استطاعت رواية دليل جدتي لقتل الأوغاد في عام 2024 الوصول إلى القائمة الطويلة لجائزة كتارا للرواية المنشورة وغير المنشورة في دورتها العاشرة لتكون مرشحة إلى جانب 17 رواية عربية أخرى لنيل الجائزة.

## وصلات خارجية
- آراء القرّاء حول رواية دليل جدتي لقتل الأوغاد على موقع أبجد
- صفحة رواية دليل جدتي لقتل الأوغاد على موقع جود ريدز